# 富山県道245号中道国分線
富山県道245号中道国分線（とやまけんどう245ごう なかみちこくぶせん）は富山県高岡市内を通る一般県道である。

## 概要

### 路線データ
- 起点：富山県高岡市伏木中央町（富山県道24号伏木港線交点）
- 終点：富山県高岡市伏木国分（国道415号交点）
- 延長：1,480m

## 沿革
- 1960年（昭和35年）4月23日 - 認定[1]

## 地理

### 通過する自治体
- 富山県高岡市

### 接続する道路
- 富山県道24号伏木港線（起点：伏木中央町交差点）
- 富山県道350号堀岡新明神能町線（高岡市伏木中央町）
- 国道415号（終点：国分交差点）

### 周辺
- JR氷見線
  - 伏木駅
  - 越中国分駅
- 伏木港湾合同庁舎
  - 大阪税関 伏木税関支署
  - 第九管区海上保安本部 伏木海上保安部
  - 新潟検疫所 伏木富山出張所
  - 名古屋植物防疫所 伏木富山支所
  - 国土交通省北陸信越運輸局 富山運輸支局 伏木庁舎
- 高岡市役所 伏木庁舎
- 高岡市消防本部 伏木消防署
- 富山県立伏木高等学校
- 高岡市立伏木小学校
- 北陸銀行 伏木支店
- 伏木郵便局
- 速水発条 本社・工場
- 高岡市伏木気象資料館（旧伏木測候所）
- 高岡市伏木北前船資料館
- 伏木港 伏木万葉埠頭
- 岩崎ノ鼻灯台